# Associação de Universidades do Grupo de Montevidéu
A Associação de Universidades do Grupo de Montevidéu (em castelhano:  Asociación de Universidades Grupo Montevideo), também conhecida pelo acrônimo AUGM, é uma associação formada por universidades da Argentina, Bolívia, Brasil, Chile, Paraguai e Uruguai. Criada em 9 de agosto de 1991 (Ata de Intenção Fundacional), seus objetivos são o fortalecimento e a consolidação de recursos humanos, a pesquisa científica e tecnológica, a formação contínua e a interação de seus membros com a sociedade.

## Estrutura
Tem os seguintes organismos:
- Conselho de Reitores
- Conselho Consultivo
- Secretaria Executiva
- Grupo de Delegados Assessores.
- Comissão Fiscal

## Atividades e programas
- Programa Escala Estudantil
- Programa Escala Docente
- Núcleos Disciplinários
- Comitês Acadêmicos
- Cátedras Unesco
- Jornadas de Jovens Pesquisadores
- Atividades de Direitos Humanos

## Universidades integrantes
- Da Argentina:
  - Universidade de Buenos Aires (UBA)
  - Universidade Nacional de Córdoba (UNC)
  - Universidad Nacional de Cuyo (UNCuyo)
  - Universidade Nacional de Entre Rios (UNER)
  - Universidade Nacional do Litoral (UNL)
  - Universidade Nacional de La Plata (UNLP)
  - Universidade Nacional do Mar do Prata (UNMdP)
  - Universidad Nacional del Nordeste (UNNE)
  - Universidade Nacional de Rosário (UNR)
  - Universidad Nacional del Sur (UNS)
  - Universidade Nacional de Tucuman (UNT)

- Da Bolívia:
  - Universidad Mayor de San Andrés (UMSA)
  - Universidad Mayor, Real y Pontificia de San Francisco Xavier de Chuquisaca (UMRPSFXCH)

- Do Brasil:
  - Universidade Federal de Goiás (UFG)
  - Universidade Federal do Rio de Janeiro (UFRJ)
  - Universidade de São Paulo (USP)
  - Universidade Estadual Paulista (UNESP)
  - Universidade Estadual de Campinas (UNICAMP)
  - Universidade Federal de Minas Gerais (UFMG)
  - Universidade Federal do Paraná (UFPR)
  - Universidade Federal do Rio Grande do Sul (UFRGS)
  - Universidade Federal de Santa Maria (UFSM)
  - Universidade Federal de Santa Catarina (UFSC)
  - Universidade Federal de São Carlos (UFSCAR)
  - Universidade de Brasília (UnB)

- Do Chile:
  - Universidad de Santiago de Chile (USACH)
  - Universidade do Chile (UChile)
  - Universidad de Playa Ancha (UPLA)

- Do Paraguai:
  - Universidade Nacional de Assunção (UNA)
  - Universidade Nacional do Leste (UNE)
  - Universidade Nacional de Itapúa (UNI)

- Do Uruguai:
  - Universidade da República (UDELAR)

## Referência geral
- Este artigo foi inicialmente traduzido, total ou parcialmente, do artigo da Wikipédia em castelhano cujo título é «Asociación de Universidades Grupo Montevideo», especificamente desta versão.